# Варан Шлегеля
Варан Шлегеля, или черноголовый варан (лат. Varanus tristis) — вид ящериц из семейства варанов.

## Описание

### Внешний вид
Максимальная длина тела с хвостом до 80 сантиметров. Окраска верхней стороны тела варьирует у разных особей от светло-серой до тёмно-коричневой, с множеством мелких кремовых или белых продолговатых глазков с более тёмной серединой. Брюхо беловатое.

### Распространение и места обитания
Населяет северную Австралию от прибрежных до аридных частей, также обитает в Новом Южном Уэльсе и западной Австралии.
Древесное животное, охотится в основном на ветвях и стволах деревьев, изредка спускаясь для этого на землю.